# ایسلا پراسیو

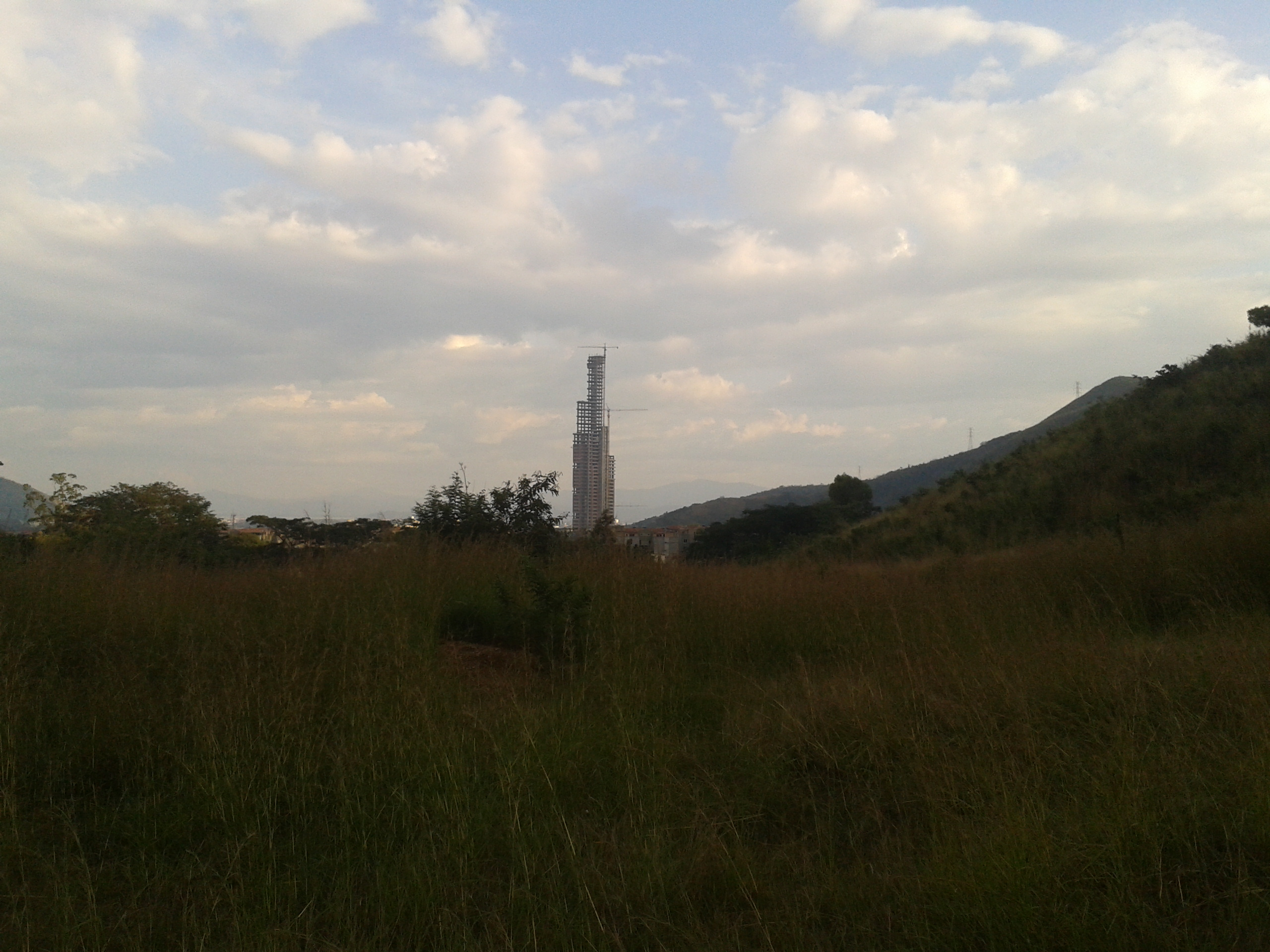
ایسلا پراسیو

ایسلا پراسیو (به اسپانیایی: Isla Multiespacio) یک مرکز همایش و آسمان‌خراش در ونزوئلا است که در والنسیا، کارابوبو واقع شده‌است.